# Julian Eltinge
Julian Eltinge (14 de mayo de 1881 – 7 de marzo de 1941), nacido William Julian Dalton, fue un actor de teatro y cine estadounidense, conocido sobre todo por sus transformaciones de mujer. Tras aparecer en la Boston Cadets Review de Boston a los diez años vestido de niña, Eltinge llamó la atención de otros productores teatrales y realizó su primera actuación en Broadway en 1904. Según fue ganando fama, actuó en el vodevil e hizo algunas giras por Europa y Estados Unidos, realizando incluso una actuación ante el rey Eduardo VII. Eltinge actuó en una serie de comedias musicales escritas específicamente para él, comenzando en 1910 con The Fascinating Widow («La viuda fascinante»), volviendo al vodevil en 1918. Su popularidad pronto le ganó el mote de «Mr. Lillian Russell», haciendo referencia a la bella y musical estrella de la comedia.
Hollywood llamó a Eltinge y en 1917 actuó en su primer largometraje, The Countess Charming («La Condesa Encantadora»). Esto le abrió el camino a otras películas, incluyendo The Isle of Love («La isla del amor», 1918) con Rodolfo Valentino y Virginia Rappe. A su llegada a Hollywood, Eltinge era considerado uno de los actores de teatro estadounidenses mejor pagados; pero tras la Gran Depresión y la decadencia del vodevil, la estrella de Eltinge comenzó a apagarse. Continuó su espectáculo en clubes nocturnos, pero con poco éxito. Falleció en 1941 tras su actuación en un club de Nueva York. Su legado es el de uno de los mejores transformistas del siglo XX.

## Primeros años
A pesar de que los detalles de su vida profesional son muy conocidos, la vida personal de Eltinge está envuelta en misterio; misterio debido en parte al paso del tiempo, pero más probablemente debido a la propia voluntad de Eltinge. Nació en Newtonville (Massachusetts). Se cree que su padre fue un ingeniero de minas y que muy joven se trasladó con su padre hacia el oeste, acabando en  Butte (Montana).
Sus inicios en el mundo del espectáculo, al igual que sus primeros años, están envueltos en el misterio. La mayoría de las fuentes citan como su primer papel femenino a los diez años con la Boston Cadets Review en el Teatro Tremont de Boston. También se ha escrito que hizo su papel tan bien, que al año siguiente la revista fue estricta con él como protagonista, lo que convirtió a todos los demás actores en secundarios. Pero los relatos difieren en contar cómo llegó a actuar en Boston. En algunas versiones se habla de que estaba tomando lecciones de cakewalk en un estudio de danza de una tal señora Wyman, cuando impresionó a su profesora con su increíble habilidad para imitar a mujeres. Parece ser que fue la misma Sra. Wyman la que le animó a estudiar el arte de la imitación femenina.

## Broadway y vodevil

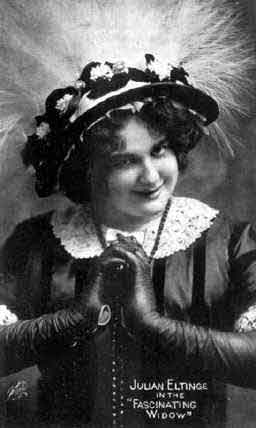
Imagen de The Fascinating Widow.

La primera actuación de Eltinge en Broadway fue en la comedia musical Mr. Wix of Wickham, que se estrenó el 19 de septiembre de 1904 en el Teatro Bijou de Nueva York. El espectáculo fue producido por E. E. Rice e incluía música de Jerome Kern, entre otros. El espectáculo fue un fracaso, pero ayudó a establecer a Eltinge como una estrella en ciernes.
Durante esta época, Eltinge comenzó a actuar en el vodevil. Al contrario que muchos otros transformistas e imitadores de mujeres de la época, como Bert Savoy o George Fortesque, Eltinge no presentaba una caricatura de una mujer, sino que creaba la ilusión de que realmente era una mujer. En sus giras, se presentaba simplemente como «Eltinge», lo que dejaba su sexo como incógnita, y su espectáculo incluía cantar y bailar en una serie de papeles femeninos, incluyendo un papel similar a una gibson girl, llamada «The Sampson Girl». Al finalizar su espectáculo, se quitaba la peluca, revelando su auténtico sexo para sorpresa de un público que a menudo no lo sabía.
En 1906, Eltinge debutó en Londres, en el Teatro Palace. Durante su estancia en Londres, Eduardo VII ordenó a Eltinge dar una representación para él, y luego le regaló un bulldog blanco. Al año siguiente, Eltinge debutó en el Teatro Alhambra de Nueva York, siendo un éxito de crítica. De 1908 a 1909, Eltinge realizó una gira con el espectáculo de minstrel Cohan and Harris. La estrella de Eltinge comenzó a lucir con fuerza en Broadway y en giras nacionales, convirtiéndose en una estrella conocida a nivel mundial. De hecho, las mujeres estaban tan cautivadas, que decidió crear la publicación Eltinge, que daba consejos a mujeres sobre belleza, moda y el hogar.
Hacia 1910, Eltinge había alcanzado la cima de su fama. Sime Silverman, editor de Variety, dijo de él que era «un actor tan grande como el mejor que hay hoy en día».

## The Fascinating Widow

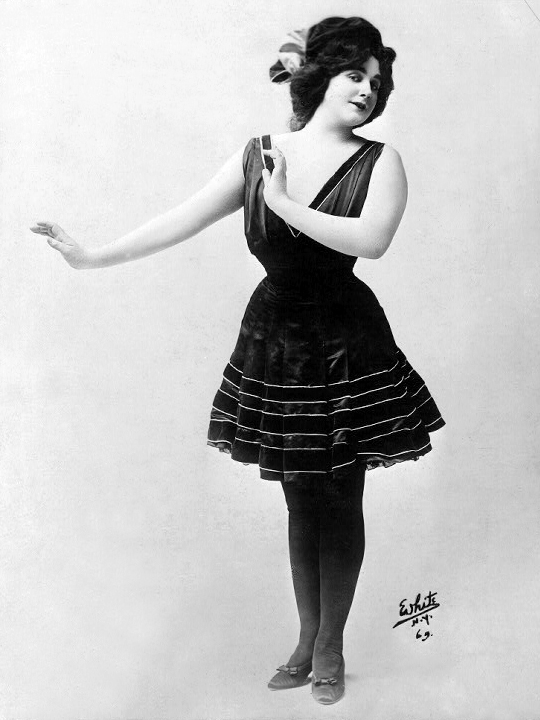
Eltinge caracterizado para The Fascinating Widow, 1911.

En 1911, Eltinge estrenó el más famoso de sus espectáculos, The Fascinating Widow («La viuda encantadora») en el Teatro Liberty de Nueva York. En la obra realizaba el papel de «Hal Blake», que se disfraza de «Mrs. Monte» en un argumento del estilo de Charley's Aunt. El espectáculo solo se representó 56 veces en Nueva York, pero realizó una gira de gran éxito por Estados Unidos durante varios años.
El éxito de este espectáculo convenció al productor A. H. Woods a dar a Eltinge uno de los mayores honores que se pueden dar en el mundo del teatro, le dio su nombre a un teatro. Exactamente un año después de que se estrenase The Fascinating Widow, Woods abrió el Teatro Eltinge en Nueva York, en la Calle 42 de Manhattan, diseñado por el conocido arquitecto Thomas W. Lamb, especializado en teatros. Tras funcionar como un teatro corriente durante muchos años, se convirtió en un famoso teatro burlesque que fue cerrado durante una campaña de «moralidad pública» en 1943. El teatro se convirtió en un cine al año siguiente. En la actualidad se ha convertido en parte del multicine AMC Empire, después de haber sido trasladado completamente en la manzana desde su situación original.
Después del éxito de The Fascinating Widow, Eltinge actuó en otras dos comedias que tuvieron un éxito similar, The Crinoline Girl («La chica del miriñaque»), que se estrenó en 1914, y Cousin Lucy («Prima Lucy»), con música de Kern, que se estrenó al año siguiente.

## Hollywood y el cine
Muchos actores comenzaron a abandonar el teatro a favor del cine y Eltinge hizo lo propio en 1914, protagonizando una versión muda de The Crinoline Girl, seguido de la de Cousin Lucy al año siguiente. Según The Encyclopedia of Vaudeville de Anthony Slide, también tuvo un cameo en una película llamada How Molly Malone Made Good («Como Molly Malone se restituyó») de 1915. El primer éxito real de Eltinge en el cine fue The Countess Charming en 1917. Su papel en la película era doble, actuando de hombre y hombre vestido de mujer.
Asentado en Hollywood, Eltinge actuó en tres películas en 1917 y también en 1918. Durante esta época escribió y produjo para un grupo de vodevil llamado «The Julian Eltinge Players». Con este grupo volvió triunfante al escenario del vodevil en 1918, al Teatro Palace de Nueva York. Al año siguiente volvió de nuevo en una revista de vodevil con decorado del diseñador francés Erté.
Hacia 1920, Eltinge era rico y vivía en una de las más espectaculares mansiones del Sur de California, la Villa Capistrano. Su fama aumentó todavía más tras su actuación junto a Rodolfo Valentino en la película An Adventuress («Una aventurera») de 1920, estrenada en EE. UU. como The Isle of Love («La isla del amor»). Tras el rodaje, Eltinge continuó de gira en diversos teatros hasta 1927. También actuó en dos películas en 1925, Madame Behave («Señora compórtese») y The Fascinating Widow.
Existe una referencia a Julian Eltinge en la comedia Seven Chances (1925) de Buster Keaton. En la película, Keaton tiene que casarse antes de las 19:00 para poder recibir una gran herencia. Tras diversos fracasos, el personaje de Keaton ve un cartel con una foto de una mujer en el exterior de un teatro y, en un acto desesperado, entra para pedirle matrimonio. Mientras se encuentra en el interior, un ayudante de escenario quita algunas cajas, revelando el nombre de la "mujer" del cartel: Julian Eltinge. Keaton sale entonces del teatro con un ojo morado y su sombrero de collar.

## Fuera del escenario

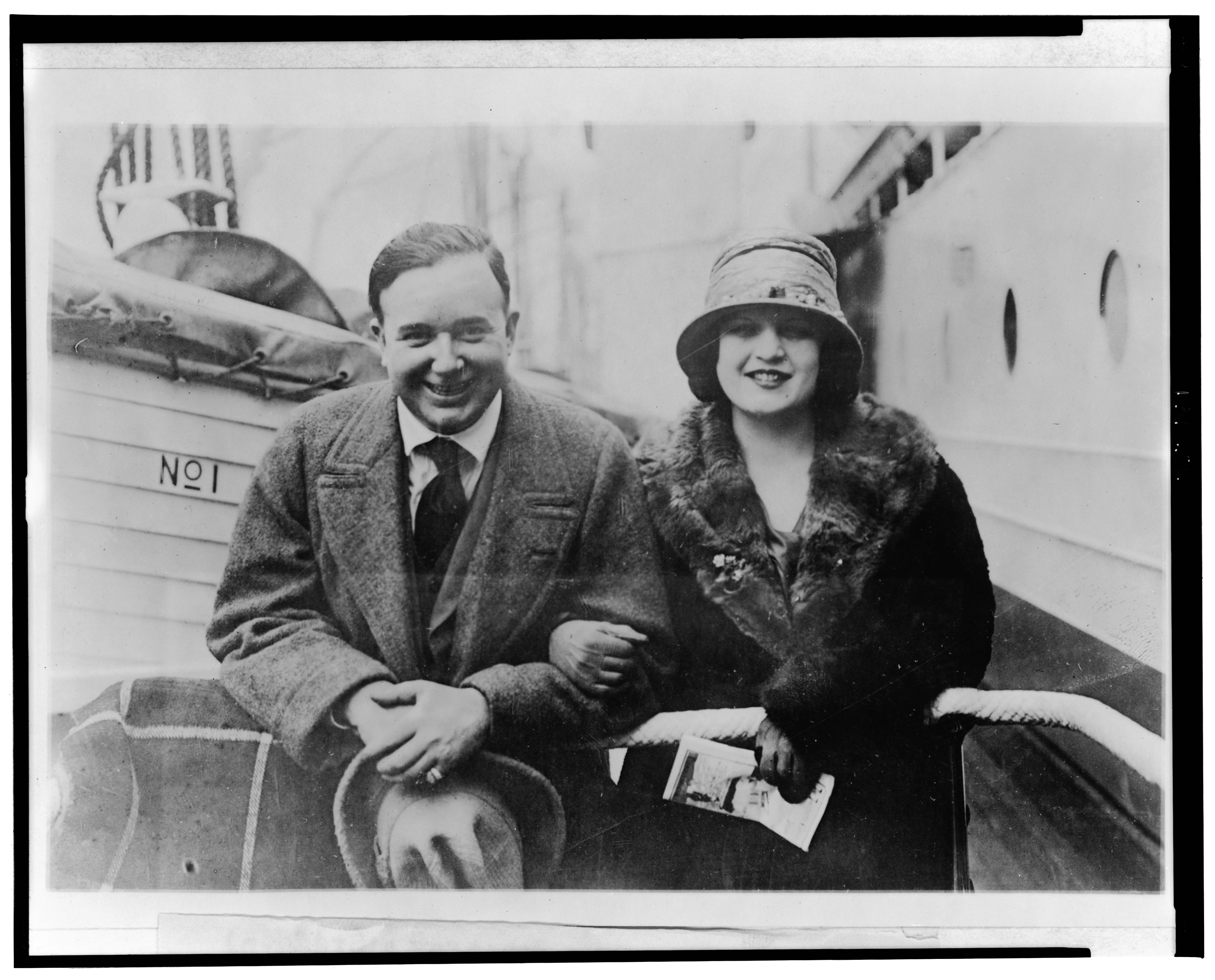
Eltinge y una mujer que presentó al fotógrafo como su esposa, durante un viaje a Japón.

A pesar de la graciosa feminidad que exhibía sobre el escenario, Eltinge mostraba una fachada hipermasculina en público para combatir los rumores sobre su homosexualidad. Esa fachada incluía peleas ocasionales en bares, fumar puros y largos compromisos matrimoniales (aunque nunca llegó a casarse). También se sabe que atacó a ayudantes de escena, miembros del público y otras personas que habían realizado comentarios sobre su sexualidad. De hecho, esta dualidad sexual, llevó a la invención del término ambisextrous («ambisextro») para describirlo.

My heart is simply melting at the thought of Julian Eltinge;
His alter ego, Vesta Tilley, too.
Since our language is so dexterous, let us call them ambi-sexterous -
Why hasn't this occurred before to you?
Mi corazón simplemente se derrite pensando en Julian Eltinge;
Su alter ego, Vesta Tilley, también.
Ya que nuestro lenguaje es tan diestro, llamémosles «ambisextros»-
¿Porqué no se te ha ocurrido antes?
Dorothy Parker, «A Musical Comedy Thought» - Vanity Fair, junio de 1916

Eltinge pudo haber sido gay, tal como creían Milton Berle y muchos de los que trabajaron con él. La actriz Ruth Gordon afirmó en un artículo del New York Times  que era «tan viril como cualquier persona viril». No existen noticias de un amante, tanto masculino como femenino, aunque abundaban las historias. Según una de esas historias recogida por Robert Toll en su libro On with the Show!, Eltinge regaló una foto propia vestido como Salomé, con la dedicatoria «de tu amigo Jule», a un periodista deportivo de Boston. La esposa se escandalizó cuando descubrió la foto en el bolsillo del abrigo de su marido. Enfrentada a él, este tuvo que convencerla de que la «mujer» en la fotografía era un hombre, pero la esposa quedó preocupada de todas formas al saber que su marido había pasado tiempo con Eltinge.

## Caída en desgracia
En la década de 1930, los transformistas e imitadores de mujeres, que eran la base de su carrera, habían comenzado a perder popularidad al igual que el vodevil en general. Eltinge pasó a actuar en clubs nocturnos. Campañas contra el transformismo en público, cuyo objetivo era reprimir a los homosexuales, impidieron a Eltinge que actuase vestido de mujer. En un espectáculo en un club de Los Ángeles, Eltinge se colocó al lado de maniquíes con sus trajes, mientras actuaba según los personajes correspondientes.
El 7 de mayo de 1941, Eltinge enfermó mientras actuaba en el club nocturno Diamond Horseshoe de Billy Rose. Fue llevado a su casa y murió en su apartamento 10 días después. Su certificado de defunción da como causa del fallecimiento hemorragia cerebral.